# Johannes Steen
Johannes Wilhelm Christian Steen (født 22. juli 1827 i Kristiania, død 1. april 1906 i Voss) var en norsk statsminister og skolemand.
Steen blev 1844 student fra Tromsø Skole, ved hvilken han 1849 ansattes som timelærer efter 1848 at have taget filologisk embedseksamen. 1850 blev han adjunkt ved Bergens Skole, besøgte 1854 med offentlig stipendium den internationale skoleudstilling i London og udnævntes efter hjemkomsten til overlærer ved Tromsø Skole. Denne Stilling ombyttede han 1862 med rektoratet ved skolen og forflyttedes 1866 til Stavangers lærde og realskole, som han forestod 1867—91.
Fra første tid af fulgte han med vågen interesse udviklingen af det demokrati, som kom til gennembrud i Europa gennem Februar- og Marts-Revolutionerne; han blev under disse impulser en varm tilhænger af fremskridtets sag og en talsmand for nationalitetsideerne. Med denne sin interesse for offentlige gøremål deltog han 1854 i grundlæggelsen og redaktionen af det frisindede blad Bergensposten, blev 1859 indvalgt i Tromsøs kommunestyre og repræsenterede 1859—60 byen på Stortinget, hvor han gjorde sig bemærket ved sin fremragende dygtighed, ved deltagelsen i stiftelsen af Reformforeningen og ved sit forhold til den rejste statholdersag.
Også på samtlige ting 1863—67 var han Tromsøs og Finmarksbyernes repræsentant. I Stavanger var han medlem af kommunestyret, ordfører i formandskabet og forligelseskommissær med mere, og han repræsenterede Stavanger og Haugesund på alle Storting fra det sidste treårlige (1868—69) til og med valgperioden 1886—88, med undtagelse af valgperioden 1874—76, da han ikke var valgt; heller ikke var han genvalgt for årene 1889—91. Under den lange stortingstid beklædte han en række af tingets tillidshverv, præsident i Odelstinget 1871—73 og 1877—81, Stortingspræsident 1881—88 og formand i valg- og fuldmagtskomiteerne.
Af særlig betydning var det arbejde, som Steen udfoldede for det norske skolevæsens udvikling; blandt andet var han formand i den under 14. november 1885 nedsatte kongelige kommission, som 1885—86 udarbejdede de ny love for folkeskolen. Skønt udelukket fra Stortinget ved valgene 1888 ansås Steen siden ministeriet Sverdrups udnævnelse 1884 som Venstres anerkendte fører, og da ministeriet Stang 23. februar 1891 havde indgivet sin demission, dannede Steen den ny regering; i denne, som udnævntes 6. marts, blev han statsminister og chef for Finans- og Tolddepartementet. Han afgik 2. maj 1893.
Efter valgene 1894 repræsenterede Steen Trondhjem og Levanger på tinget 1895—97, hvor han fungerede som Stortingspræsident og formand i fuldmagts- og valgkomiteen, valgtes 1897 til repræsentant for Mjøsbyerne for 1898—1900, men indtrådte umiddelbart efter tingets sammentræden i det af ham dannede ny ministerium, der udnævntes 17. februar 1898 og under 21. april 1902 afløstes af ministeriet Blehr.